# Petit Pierre (film)
Pour les articles homonymes, voir Petit Pierre.
Pour plus de détails, voir Fiche technique et Distribution.
Petit Pierre est un court métrage français réalisé et scénarisé par Emmanuel Clot, sorti en 1980.
Il a obtenu le César du meilleur court-métrage documentaire en 1980.

## Synopsis
Le film est consacré à la vie et à l'activité créatrice de Pierre Avezard (Petit Pierre), artiste d'art brut, aujourd'hui largement exposé à la Fabuloserie.

## Fiche technique
- Titre : Petit Pierre
- Réalisation : Emmanuel Clot
- Scénario : Emmanuel Clot
- Pays d'origine : France
- Genre : Court métrage
- Durée : 8 minutes
- Date de sortie : 1980

## Distribution
- Pierre Avezard (Petit Pierre) dans son propre rôle.